# Вампиры против зомби
«Вампиры против зомби» (англ. Vampires vs. Zombies) — фильм 2004 года режиссёра Винса д’Амато. Фильм снят по мотивам новеллы 1872 года «Кармилла» Джозефа Шеридана Ле Фаню, послужившей основой для множества фильмов о вампирах-женщинах. Первоначально фильм также назывался «Кармилла», но впоследствии название было изменено на «Вампиры против зомби».

## Сюжет
Землю поразило проклятие, люди превращаются в зомби и вампиров. Отец Дженны, Тревис Фонтейн, и его друг, генерал, придумали план, как избавить людей от проклятия. Для этого надо найти источник зла. Вместе с Дженной отец отправляется на машине в опасный путь. Генерал следует за ними. Во время пути Дженну мучают кошмары, в которых к ней является неизвестная девушка. На шоссе отец с дочерью встречают женщину, которая просит подвезти одну из её дочерей, молодую девушку. Девушкой оказывается вампирша Кармилла. Она, соблазнив Дженну, превращает её в вампиршу. План Тревиса и генерала рушится, они погибают от рук подруг-любовниц, не успев уничтожить источник зла. Но и сами девушки погибают от рук зомби.

## В ролях
| \| В ролях \| \| Персонаж \| \| -------------- \| \| ------------------- \| \| Бонни Жиро \| \| Дженна Фонтейн \| \| Дэмьен Фойзи \| \| Кармилла \| \| Си Эс Мунро \| \| Тревис Фонтейн \| \| Бринк Стивенс \| \| Джулия, полицейский \| \| Питер Руджинис \| \| генерал \| |  |                     |
| В ролях |  | Персонаж            |
| Бонни Жиро |  | Дженна Фонтейн      |
| Дэмьен Фойзи |  | Кармилла            |
| Си Эс Мунро |  | Тревис Фонтейн      |
| Бринк Стивенс |  | Джулия, полицейский |
| Питер Руджинис |  | генерал             |